# The Book (film 1913)
The Book è un cortometraggio muto del 1913 diretto da Warwick Buckland.

## Trama
Per rimborsare una grossa somma persa giocando d'azzardo, un cassiere ruba in banca. Ma, per amore di sua madre, restituirà il denaro.

## Produzione
Il film fu prodotto dalla Hepworth.

## Distribuzione
Distribuito dalla Hepworth, il film - un cortometraggio in una bobina - uscì nelle sale cinematografiche britanniche nel gennaio 1913.
Si conoscono pochi dati del film che, prodotto dalla Hepworth, fu distrutto nel 1924 dallo stesso produttore, Cecil M. Hepworth. Fallito, in gravissime difficoltà finanziarie, il produttore pensò in questo modo di poter almeno recuperare il nitrato d'argento della pellicola.